# 海兵沿岸連隊
海兵沿岸連隊（かいへいえんがんれんたい、英語: Marine Littoral Regiment, MLR）は、2020年代に入ってアメリカ海兵隊が編成を進めている新しい部隊編制。中華人民共和国に対抗するための遠征前進基地作戦（Expeditionary Advanced Based Operations, EABO）構想の一環である。従来の海兵連隊と比較し小規模な部隊となるが、諸兵科連合部隊として、有事には島嶼部に分散配置するとされる。端緒として、2022年に第3海兵連隊が第3海兵沿岸連隊（3rd Marine Littoral Regiment）に改編された。

## 概要
中華人民共和国・人民解放軍の増強、特に接近阻止・領域拒否（A2/AD）能力の増強を受けた対抗策として、2016年にEABO構想が策定された。この構想のうち、敵が比較的有力な地域において、沿岸域における優勢を確保し、自軍のリスクを低減するため、対艦兵器・対空兵器を分散配置することが考えられた。また、EABOへの対応も含めて、海兵隊全体の変革方針として、2020年3月に「戦力デザイン 2030」(Force Design2030: FD2030)を発表された。これらの構想・方針に基づき、敵の脅威下の島嶼部に分散展開する、対艦攻撃・対空防御能力を有する諸兵科連合部隊として、海兵沿岸連隊が編成されることとなった。改編に必要な人員・予算等の確保については、「戦力デザイン 2030」（フォース・デザイン2030）において、海兵隊の総定員の削減をはじめ、保有戦車の全廃や憲兵大隊の廃止、航空機の削減等が行われ、代わりにミサイル火力や無人航空機、新型輸送艦艇の増強等を行う。
海兵沿岸連隊の主な編制は、以下のようなものが計画されている。
- 連隊本部中隊（HQ）
- 沿岸戦闘部隊（Littoral Combat Team, LCT）1個
- 沿岸防空大隊（Littoral Anti-Air Battalion, LAAB）1個
- 戦闘兵站部隊（Combat Logistics Battalion, CLB）1個
- 長距離無人水上艇中隊（Long-range Unmanned SUrface Vessel company）1個

人員規模は従来の海兵連隊（歩兵）の約3,400名に対し、1,800から2,000名と小規模になる。沿岸戦闘部隊は1個歩兵大隊（3個中隊）及び1個対艦ミサイル中隊等からなり、敵情の情報・監視・偵察や早期警戒等にあたり、長距離対艦攻撃を行い、友軍航空機への支援も行う。沿岸防空大隊は、対空早期警戒や防空能力の提供を目的とし、1個防空ミサイル中隊のほか、海兵隊航空団を兵站支援する1個FARP中隊、航空統制等を行う航空統制中隊等からなる。戦闘兵站部隊は、作戦展開地域における兵站活動を行う。この編制は、研究途上であり、今後の運用により変更されることもあり得る。
2022年にハワイ所在の第3海兵連隊が第3海兵沿岸連隊に改編されており、2025年には沖縄所在の第12海兵連隊が、2027年には第4海兵連隊が改編予定となっている。